# قائمة الطرق السريعة في صربيا

علامة تحديد السرعة عند مدخل صربيا (120 كم/ساعة) على الطريق السيار

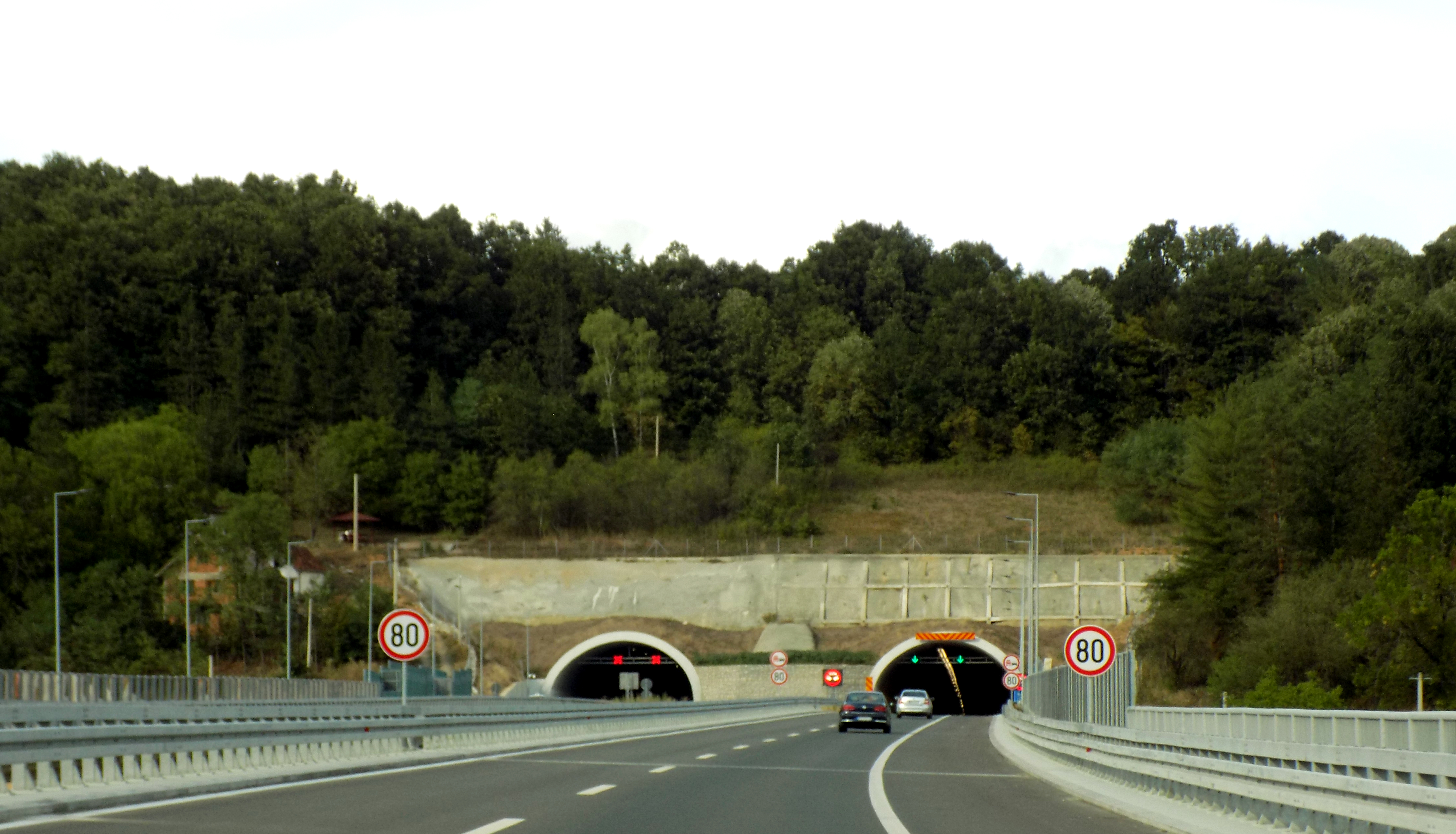
L' A2 (الطريق الأوروبي 763

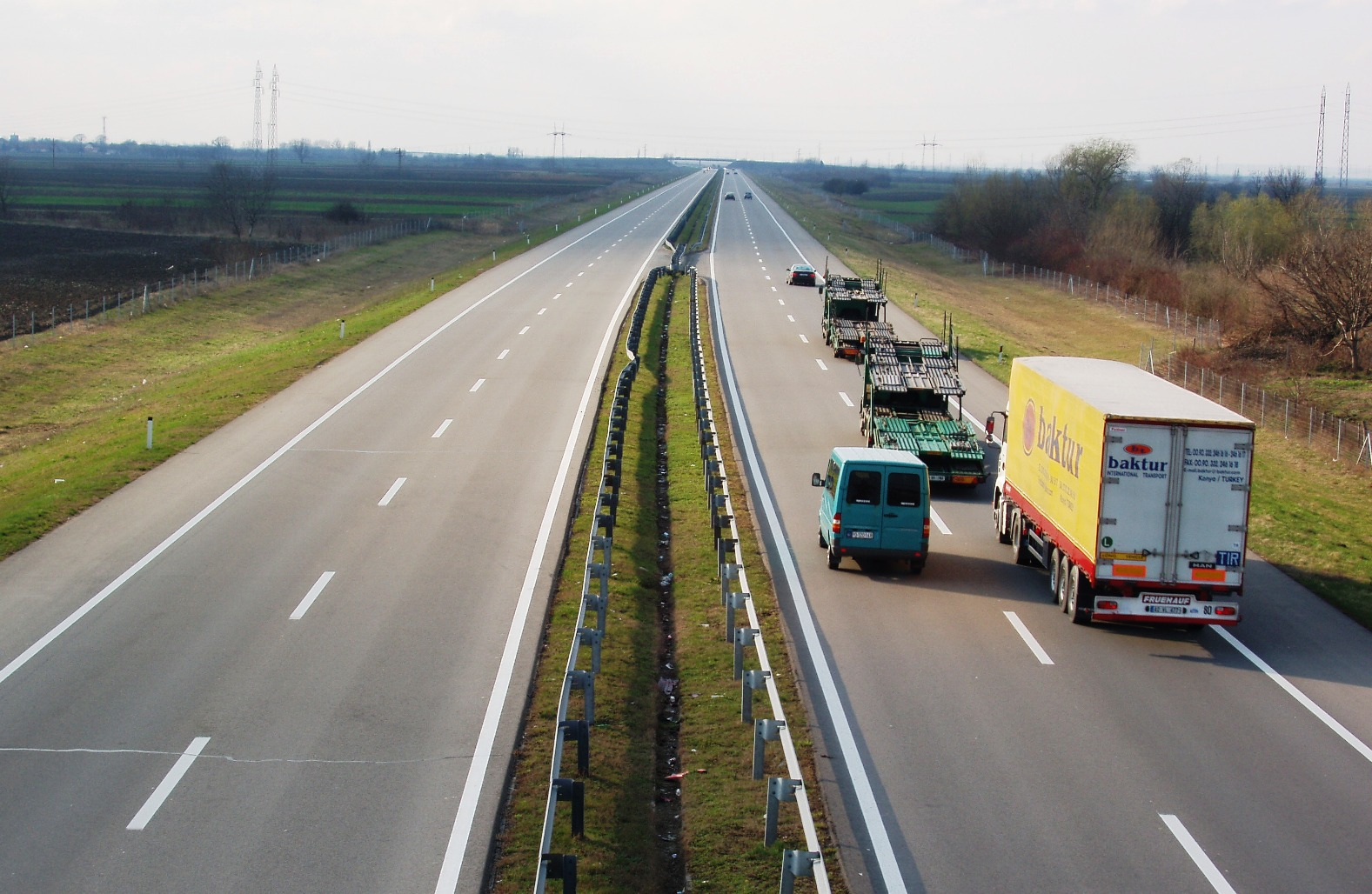
'الطريق السريع A3 (الطريق الأوروبي 70

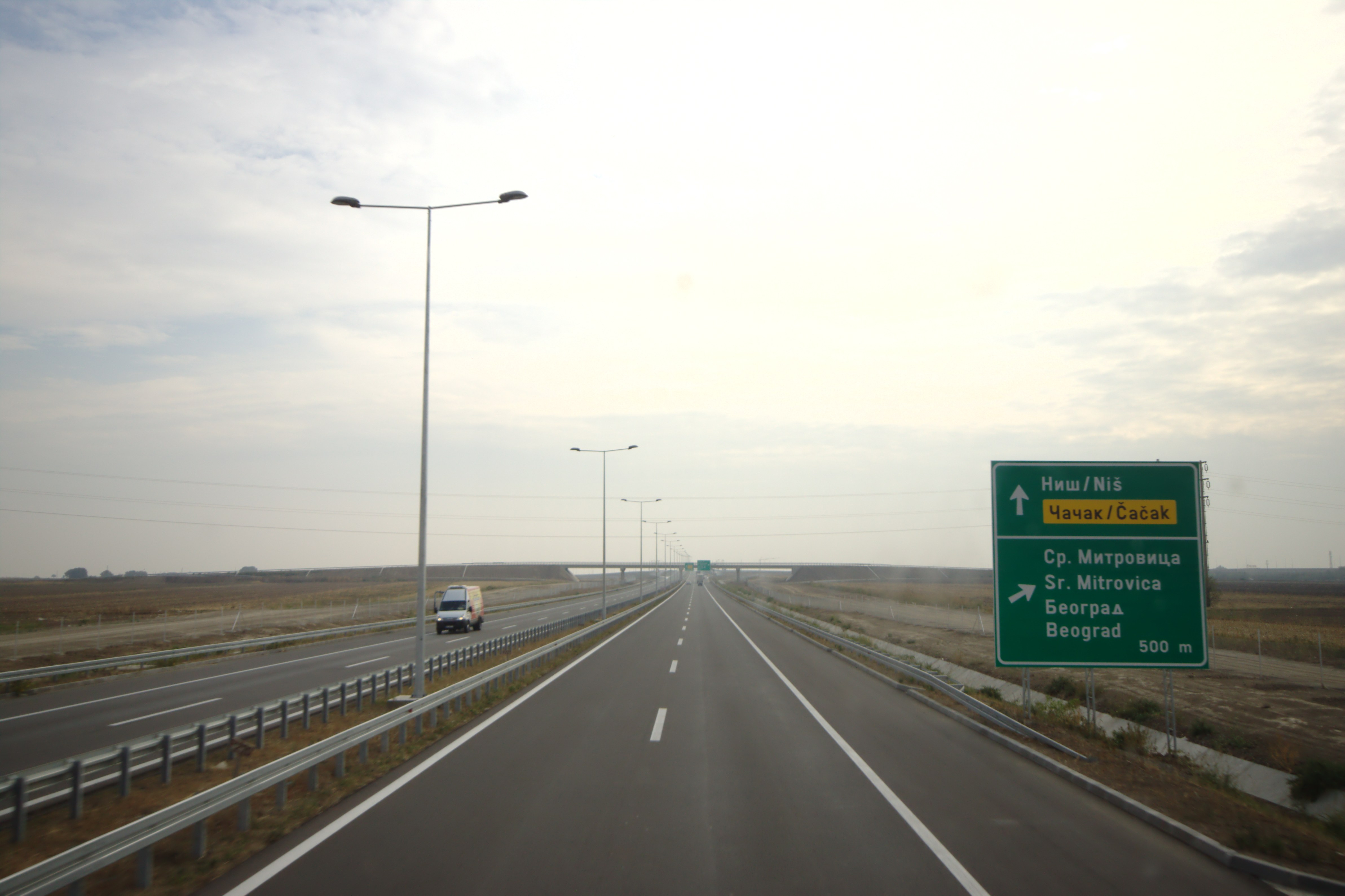
طريق بلغراد الدائري بالقرب من تقاطع الطريق السريع

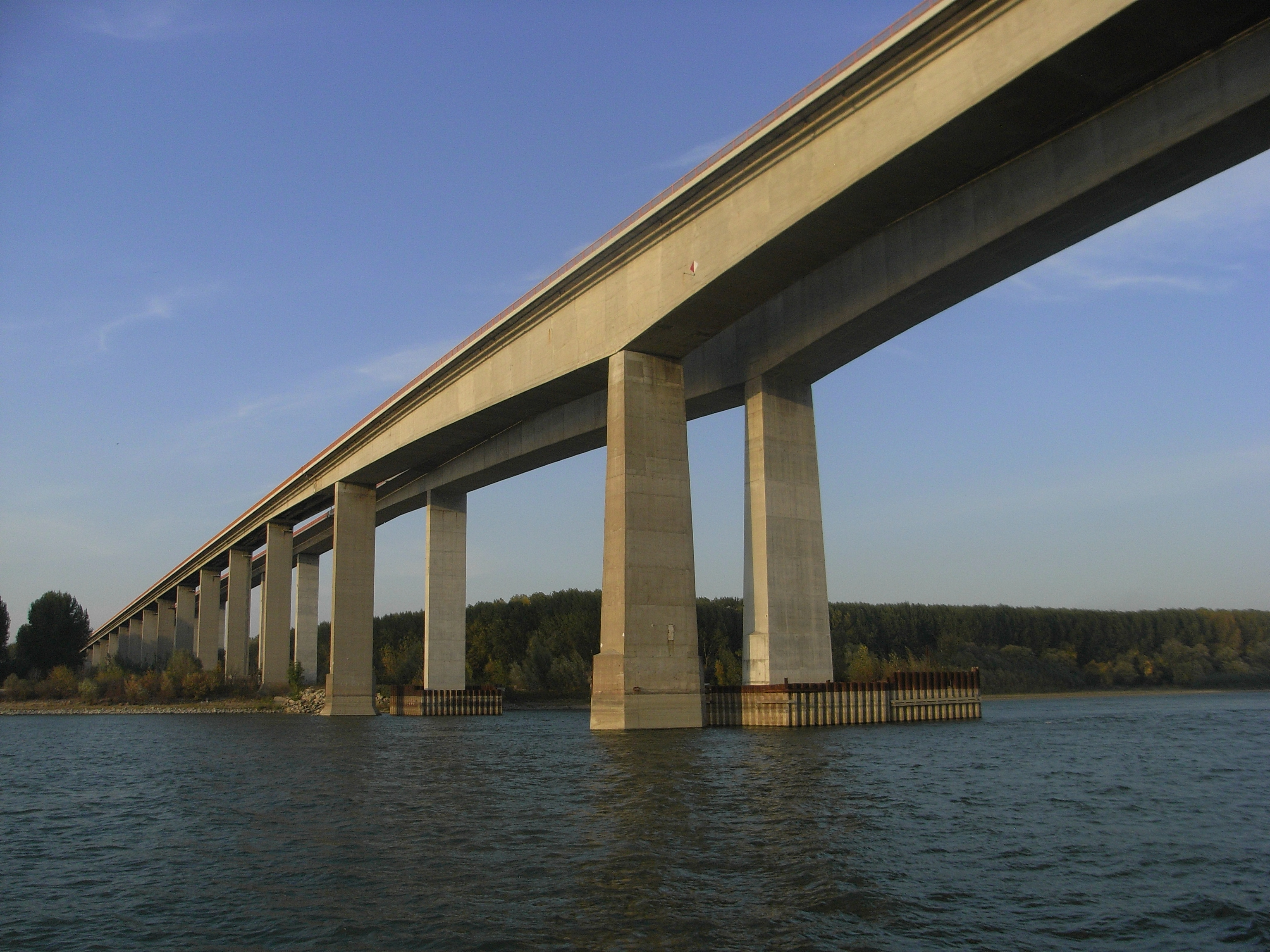
جسر بيسكا (الطريق السريع A1 (صربيا)

الطرق السريعة (باللغة الصربية: Ауто-путеви وبالحرف اللاتيني Auto-putevi) مرقمة باستعمال الحرف A كدليل طرقي، مثلا (A1 و A2 و A3 و A4 و A5).
غالبا ما يتم استخدام نظام الترقيم الذي أدخلته صربيا سنة 2013، بالموازاة أيضا مع ترميز الطرق السريعة، من خلال تسمية خط سريع بين مدينتين (على سبيل المثال، الطريق السريع A1 بين بلغراد ونيس يُعرف باسم «طريق بلغراد-نيش السريع» أو عن طريق الترقيم الأوروبي بمساعدة (الحرف E) كدليل مثلا خطوط (E70)، E75، E80، E761 E763).
في صربيا يوجد ما يقرب 800 كم من الطرق السريعة وحوالي 1200 كيلومتر بين الطرق المخطط لها وتلك قيد الإنجاز.
ابتداء من سنة 2017 تم تعميم نظام مرصاد السرعة الأوتوماتيكي (الرادار) على الطرق السيارة الصربية.

## قائمة الطرق السيارة
| الإسم                                                     | الخريطة | أسماء أخرى                                                       | المدن التي تمر عبرها | تاريخ الافتتاح              | المسافة     |
| --------------------------------------------------------- | ------- | ---------------------------------------------------------------- | --- | --------------------------- | ----------- |
| الطريق السيار A1 (قيد الإنجاز)                            |         | شمال جنوب، E75، طريق بلغراد                                      | -Horgoš - سوبتيتسا - فرباس (مدينة) - نوفي ساد - بيشكا - Batajnica - بلغراد - Surčin - ياغودينا - Paraćin - Pojate - ألكسيناتش - Trupale - نيش - Merošina - ليسكوفاتس - فلاديتشين هان - فرانيي - بويانوفاتس - Preševo - شمال مقدونيا. | 1977 - 2021                 | 584 km      |
| الطريق السريع A2 (قيد الإنجاز).                           |         | E 763، كوريدور11، بالصربية:Autoput Južni Jadran                  | بلغراد - Surčin (E75) (Périphérique de Belgrade) - Obrenovac - Ub - غورنيي ميلانوفاتس - Preljina (E761) - تشاتشاك - Požega (E761) - Boljare - قالب:Monténégro                                                                        | 2016 -                      | 258 km      |
| الطريق السريع A3 مكتمل                                    |         | E70، الطريق الغربي، طريق اتجاه زغرب بالصربية "Autoput za Zagreb" | قالب:Croatie - Batrovci - سريمسكا ميتروفيتشا - دوبانوفتسي - بلغراد (Е75) (Périphérique de Belgrade) - بلغراد - Bubanj Potok (E75) (Périphérique de Belgrade)                                                                         | 1970 - 1987                 | 125 km      |
| الطريق سريع A4 (قيد الإنجاز)                              |         | E 80، الطريق الشرقي، E80، طريق Pan-European Corridor X           | Trupale (Е75) - نيش - Malča (E771) (Niška Banja) - بيلا بالانكا - Pirot - ديميتروفغراد (صربيا) - Gradinje - قالب:Bulgarie | 2006 - 2019                 | 105,62 km   |
| الطريق السريع A5 ضمن مخطط البنية التحتية الطرقية في صربيا |         | E 761 ،Moravski koridor مورافسكي كوريدور                         | Pojate (Е75) - Ćićevac - Stalać - كروشيفاتس - Trstenik - فرنياتشكا بانيا - كرالييفو - تشاتشاك - Preljina (Е763) | بداية الأشغال في شتنبر 2019 | 109 km      |
| المجموع                                                   | المجموع | المجموع                                                          | المجموع | المجموع                     | 1٬181,62 كم |

## خطوط سريعة (Voies Rapides)
| الإسم                        | الخريطة                                       | أسماء أخرى | مدن تمر منها | سنة التدشين | Longueur  |
| ---------------------------- | --------------------------------------------- | --- | --- | ----------- | --------- |
| الخط السريع 10 (قيد الإنجاز) | plan de la voie rapide entre Pančevo et Vatin | قالب:Cartouche route "Route 10", "M10", Périphérique de Belgrade                                                                                                | Autoroute A1 / Autoroute A3 (قالب:Sortie Bubanj Potok) - بلغراد - بانتشيفو - أليبونار - فرشاتس - Vatin - قالب:Roumanie | قيد الإنجاز | 91,46 km  |
| خط سريع 11 (قيد الإنجاز)     |                                               | "Route 11", "M11", Rocade de Subotica (en اللغة الصربية : Obilaznica oko Subotice), "Y-krak"                                                                    | قالب:Hongrie - Kelebija - Autoroute A1 (قالب:Sortie سوبتيتسا-Sud)                                                      | 2017 - 2019 | 24 km     |
| الخط السريع 21 (قيد الإنجاز) |                                               | "Route 21", "M21", "Le Corridor de Fruška Gora" (en اللغة الصربية : "Fruškogorski koridor")                                                                     | Autoroute A1 (قالب:Sortie نوفي ساد-Sud) - Petrovaradin - Irig - Ruma - شاباتس                                          | قيد الإنجاز | 75 km     |
| خط سريع 24 (قيد الإنجاز)     |                                               | "Route 24", "M24", "طريق سيار اتجاه كراغوييفاتس" اللغة الصربية : Auto-put za كراغوييفاتس), "خط سريع اتجاه كراغوييفاتس" اللغة الصربية : Brzi put za كراغوييفاتس) | Autoroute A1 (قالب:Sortie باتوتشينا) - كراغوييفاتس                                                                     | 2017 - 2020 | 23 km     |
| Total                        | Total                                         | Total | Total | Total       | 213,46 km |

1. ↑  Na autoputu policija toleriše do 125 kilometara na sat? - alo.rs نسخة محفوظة 04 مايو 2019 على موقع واي باك مشين.

## طالع
- صربيا
- إشارات المرور في صربيا
- طرق في صربيا